# Sungai Perak
Der Perak (malaiisch Sungai Perak – Silberfluss) ist ein Fluss im Norden Malaysias.

## Geografie
Er ist der zweitgrößte auf der malaiischen Halbinsel. Mit einem Einzugsgebiet von 14.900 km² umfasst er etwa 70 % des Bundesstaates Perak. Er entspringt an der Grenze zwischen Perak, Kelantan und Thailand im Belum Forest Reserve. In seinem Oberlauf durchfließt er vorwiegend Waldgebiete. Die durchflossenen Agrarflächen bestehen hauptsächlich aus Ölpalmen und Gummipflanzungen. Er fließt in südliche Richtung und mündet nach etwa 400 km bei Bagan Datoh in die Straße von Malakka. Seine Hauptzuflüsse sind der Sungai Pelus, Sungai Kinta, Sungai Bantang Padang und Sungai Bidor.

## Energiegewinnung

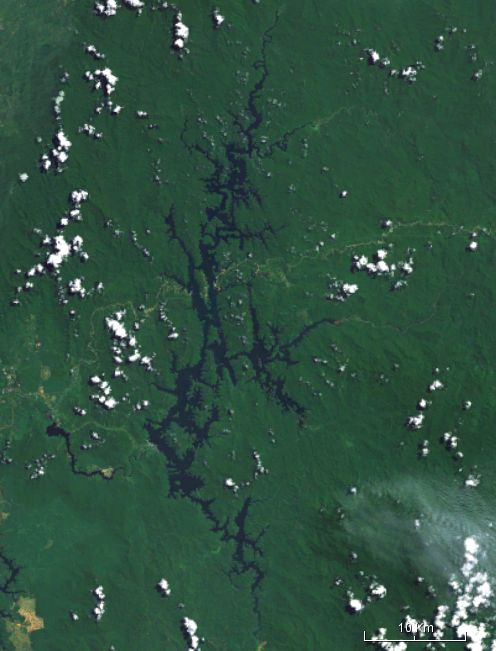
Temenggor-See

In seinem Oberlauf befinden sich mehrere Stauseen. Der erste und größte ist der Temenggor-See der nach einem seiner Zuflüsse, dem Sungai Temenggor benannt ist. Darauf folgen: Bersia-See, Kenering-See und Chendroh-See, letzterer staut etwa die Hälfte des Einzugsgebietes des Perak. Die Seen werden überwiegend zur Stromgewinnung genutzt.

## Verkehr
Der Perak ist die wichtigste Wasserstraße des Bundesstaates.

## Hydrologie
In den Wintermonaten, zur Regenzeit kommt es häufig zu Überschwemmungen.